# Transformers 4 - L'era dell'estinzione
Transformers 4 - L'era dell'estinzione  (Transformers: Age of Extinction) è un film del 2014 diretto da Michael Bay.
La pellicola è il quarto capitolo della serie cinematografica dedicata ai Transformers, che segna un semi-reboot dopo la prima trilogia composta da Transformers, Transformers - La vendetta del Caduto e Transformers 3, con un cast umano totalmente nuovo. Ogni singolo Transformers è stato ridisegnato con tanto di nuova forma veicolare. Nel film sono presenti anche i Dinobot, Transformers conosciuti per la loro capacità di assumere sembianze di dinosauri. Il film nel 2017 ha avuto un seguito Transformers - L'ultimo cavaliere.

## Trama
L'estinzione dei dinosauri, 65 milioni di anni fa, non fu causata dalla caduta di un grosso meteorite sulla Terra, come si è sempre creduto. Durante il Cretaceo degli alieni misteriosi raggiunsero la Terra e vi fecero esplodere delle particolari bombe, che trasformarono gran parte degli esseri viventi in metallo e causarono l'estinzione di massa del Cretaceo-Paleocene.
Sono trascorsi cinque anni dalla epocale "battaglia di Chicago", che ha visto scontrarsi le due fazioni aliene Autobot e Decepticon. In seguito a tale evento, che ha provocato numerose vittime tra gli umani e ha distrutto gran parte della città, il mondo ha cambiato opinione sui Transformer, non più i benvenuti sulla Terra. Nell'ambito dell'operazione Cemetery Wind, la CIA ha sviluppato nuove e potenti tecnologie e si è messa sulle tracce dei robot rimasti sul pianeta con l'obiettivo di ucciderli tutti. La squadra CIA guidata dall'agente Harold Attinger trova l'Autobot Ratchet e lo uccide brutalmente con l'aiuto di Lockdown, un Transformer cacciatore di taglie con il quale gli umani si sono alleati. La missione di Lockdown sulla Terra è trovare il capo degli Autobot, Optimus Prime.
Cade Yeager, un inventore squattrinato, insieme al suo socio Lucas compra un vecchio camion malridotto, sperando di poterlo smontare, rivenderne i pezzi e guadagnarci dei soldi per mandare la figlia Tessa al college e pagare i numerosi debiti. Ben presto il camion si rivela essere Optimus Prime, il quale, ferito da un attacco degli umani, si sta nascondendo da loro. Cade si offre di aiutare il robot, ma Lucas, spaventato dalla presenza di un Transformer nel capannone dell'amico, avverte le autorità nella speranza di ricevere una ricompensa in cambio della segnalazione. La CIA viene a sapere della denuncia e si reca a casa di Cade, minacciando l'inventore per estorcergli informazioni sull'Autobot. Per salvare gli umani, Optimus esce allo scoperto e attacca gli agenti della CIA, consentendo a Cade, Lucas e Tessa di darsi alla fuga. I tre vengono tratti in salvo da Shane Dyson, un esperto pilota e fidanzato segreto di Tessa, che li porta via sulla sua auto da rally. Dopo un frenetico inseguimento il gruppo semina le unità della CIA, ma Lucas rimane ucciso da una granata di Lockdown: il cacciatore di taglie è giunto per braccare Optimus, ma fallisce l'obiettivo. Il leader degli Autobot scappa insieme a Cade, Tessa e Shane e si reca in un'area desertica, dove assimila un nuovo camion e si ricongiunge alla sua squadra, composta da Bumblebee, Hound, Drift e Crosshairs.
Cade prende il controllo di un drone catturato durante l'attacco subito, e viene a sapere che la CIA sta lavorando per conto di una compagnia chiamata "KSI" (Kinetic Solutions Incorporated). Gli Autobot decidono così di recarsi a Chicago e infiltrarsi nella sede centrale dell'azienda per saperne di più. La KSI, nata in seguito alla battaglia di Chicago, ha recuperato le carcasse degli alieni morti durante il conflitto o uccisi dagli umani in seguito ad esso; dai corpi dei robot morti è stato ricavato un nuovo metallo chiamato "transformio", molecolarmente instabile e in grado di assumere le sembianze di qualsiasi oggetto meccanico. La KSI ha imprigionato un Autobot sopravvissuto alla battaglia di Chicago, Brains, e gli ha affidato l'incarico di decodificare le informazioni delle teste dei Transformer morti, in modo tale da poterle riutilizzare per programmare nuovi robot fatti di transformio. A capo dell'azienda c'è Joshua Joyce, che ha personalmente ideato Galvatron, un drone creato utilizzando i dati della testa di Megatron, ma rimodellato su Optimus Prime.
Riuscito a entrare nella sede della compagnia, Cade si reca in un laboratorio dell'impianto e scopre alcuni uomini intenti a fondere la testa di Ratchet. Appreso il destino dell'amico, Optimus si infuria e gli Autobot assaltano la struttura. Il gruppo viene fermato dall'arrivo di Joshua Joyce, il quale spiega loro che la Terra non ha più bisogno della protezione degli Autobot, poiché adesso gli umani possono creare e controllare nuovi droni in sostituzione dei Transformer, portatori di guerre. Disgustati, gli Autobot abbandonano la struttura, ma Harold Attinger convince Joyce ad attivare i prototipi Galvatron e Stinger (la controfigura di Bumblebee) e utilizzarli per contrattaccare i robot. Tuttavia, gli umani perdono il controllo di Galvatron, che si batte autonomamente contro Optimus Prime, finché lo scontro non viene interrotto dall'arrivo di Lockdown, il quale riesce a catturare l'Autobot e, per errore, porta sulla sua enorme astronave anche Tessa, la figlia di Cade. Lockdown spiega che nessun Transformer è nato, bensì è stato creato per uno scopo preciso, e ora i "Creatori" di Optimus Prime lo rivogliono indietro. Prima di lasciare la Terra, Lockdown onora l'accordo stretto con gli umani, ai quali aveva promesso un "Seme" in cambio della loro collaborazione nella cattura di Optimus Prime. Il Seme è una potente bomba in grado di trasformare gli organismi viventi in transformio: gli umani vogliono utilizzarlo per ottenere una vasta fornitura di metallo e costruire nuovi droni da combattimento.
Nel disperato tentativo di salvare Tessa, Cade e Shane salgono sull'astronave insieme agli Autobot, che vogliono recuperare il loro capo. I due umani riescono a trovare la ragazza e a tornare a terra con l'aiuto di Bumblebee e Crosshairs, mentre gli altri Autobot riescono a recuperare l'intera sala dei trofei di Lockdown, liberando Optimus e separandosi dall'astronave poco prima della sua partenza verso lo spazio profondo. Quando il gruppo si riunisce, Brains, recuperato durante l'assalto degli Autobot alla sede della KSI, spiega che Megatron si è a tutti gli effetti reincarnato in Galvatron: l'ex guida dei Decepticon, la cui coscienza era ancora presente e attiva nella sua testa, ha sfruttato la KSI per farsi costruire un nuovo corpo, che ha poi infettato con i suoi cromosomi. Il suo obiettivo è rubare il Seme e farlo detonare in una città popolosa, al fine di creare un nuovo esercito di Decepticon e allo stesso tempo uccidere numerose persone. Cade avvisa del pericolo Joyce, che intanto si è recato in Cina presso uno stabilimento della KSI a Pechino. La sera stessa Joyce incontra Attinger, che gli consegna il Seme appena recuperato da Lockdown, ma proprio in quel momento Galvatron si attiva da solo, hackera i droni della KSI prendendone il controllo e inizia a seminare caos e distruzione nello stabilimento. Joyce, la scienziata e amica Darcy e la socia in affari Su Yueming scappano inseguiti da Attinger, infuriato per non aver ottenuto alcun contraccambio per la consegna del Seme come da accordo.
Joyce porta il Seme a Hong Kong, dove nel frattempo si sono recati anche Cade, Shane, Tessa e gli Autobot, ai quali si unisce. Mentre gli umani cercano di nascondere il Seme ai Decepticon, anch'essi giunti nella metropoli, gli Autobot affrontano coraggiosamente l'esercito di Galvatron, anche se in netta minoranza. Per poter vincere anche questa battaglia, Optimus Prime libera i Dinobot, enormi guerrieri leggendari con sembianze di dinosauri che erano stati trofei di guerra di Lockdown: con il loro aiuto, gli Autobot annientano l'esercito di Galvatron. A questo punto Lockdown, accortosi della fuga di Optimus Prime, fa ritorno sulla Terra e, con l'ausilio di una potente arma magnetica posta sulla sua astronave, cerca di attirare a sé i trofei di guerra perduti. Alla fine Optimus riesce a distruggere l'arma e decide di affrontare Lockdown da solo. Nello scontro tra i due rimane coinvolto anche Attinger, giunto per uccidere Cade, ma rimanendo egli stesso ucciso da Optimus; quest'ultimo, tuttavia, viene trafitto da Lockdown in pieno petto con la sua stessa spada, rimanendo inchiodato a una parete di cemento. A supporto dell'Autobot arrivano però Cade, Shane, Tessa e Bumblebee: mentre Cade e Bumblebee attaccano il nemico, Shane e Tessa estraggono con l'ausilio di un argano la spada dal petto di Optimus, che si scaglia su Lockdown e lo uccide. Galvatron si ritira, ma promette un suo imminente ritorno.
La battaglia è finalmente conclusa, la famiglia di Cade è riunita e Joyce, dopo l'incredibile esperienza vissuta, si ricrede sui Transformer. Optimus Prime lascia in libertà i Dinobot e prende con sé il Seme, annunciando di volerlo portare al sicuro dove nessuno potrà trovarlo. Il capo degli Autobot parte per lo spazio e invia un messaggio ai suoi Creatori, intimandogli di lasciar stare la Terra e annunciandogli che sta per raggiungerli.

## Personaggi

### Umani
- Mark Wahlberg è Cade Yeager, un padre single e un inventore squattrinato.[2][3]
- Nicola Peltz è Tessa Yeager, la figlia di Cade.[4][5]
- Jack Reynor è Shane Dyson, fidanzato segreto di Tessa e pilota di auto da corsa.[6]
- Kelsey Grammer è Harold Attinger, il capo dell'operazione "Cemetery Wind" della CIA.[7]
- Stanley Tucci è Joshua Joyce, un ricco imprenditore a capo di una ditta che costruisce Transformers.[8]
- Sophia Myles è Darcy Tyrill, una geologa amica di Joshua.[9]
- T. J. Miller è Lucas Flannery, il socio di lavoro di Cade.[10]
- Titus Welliver è Savoy, un agente della CIA a capo degli uomini di Attinger.[11]
- Li Bingbing è Su Yueming, una socia in affari di Joshua.[12]
- James Bachman è Gill Wembley, uno scienziato che lavora per Joshua.
- Thomas Lennon è Greg, il capo dello staff della Casa Bianca.
- Melanie Specht è un'assistente di Joshua.[13]
- Victoria Summer è un'altra assistente di Joshua.[14]
- Camei: Ray Lui interpreta un motociclista di Hong Kong mentre Michael Wong appare nei panni di un poliziotto.[15] Han Geng ha un cameo durante la battaglia finale.[16] Il vice presidente del design della General Motors Edward T. Welburn ha anch'egli un cameo.[17]

### Transformers

#### Autobot
- Optimus Prime, doppiato da Peter Cullen, è la guida degli Autobot che si trasforma in un Western Star 4900 Custom[18]. Inizialmente si nasconde sotto le sembianze di un camion Marmon danneggiato e arrugginito.
- Bumblebee, doppiato da Erik Aadahl, si trasforma inizialmente in una Chevrolet Camaro del 1967 e in seguito in una Chevrolet Camaro Concept del 2014.[19][20]
- Ratchet, doppiato da Robert Foxworth, è il medico degli Autobot; assume le sembianze di un veicolo di soccorso Hummer H2 e viene ucciso dagli umani e da Lockdown all'inizio del film.
- Hound, doppiato da John Goodman, si trasforma in un veicolo militare Oshkosh[21].
- Crosshairs, doppiato da John DiMaggio, si trasforma in una Chevrolet C7 Corvette Stingray del 2014 verde con delle strisce nere sul lato[22].
- Drift, doppiato da Ken Watanabe, può trasformarsi in una Bugatti Veyron Grand Sport Vitesse nera e blu o in un Sikorsky S-97[23].
- Brains, doppiato da Reno Wilson, è un ex Decepticon che si trasforma in un notebook.[24]
- Leadfoot, membro dei Wreckers, si trasforma in una vettura sportiva NASCAR e appare in un cameo durante la registrazione di un drone rubato da Cade, durante la quale gli umani lo uccidono brutalmente.

##### Dinobot
- Grimlock, leader dei Dinobot, si trasforma in un Tyrannosaurus Rex.
- Strafe si trasforma in uno Pteranodonte a due teste.
- Slug si trasforma in un Triceratopo.
- Scorn si trasforma in uno Spinosaurus.

#### Decepticon
- Galvatron, doppiato da Frank Welker, è un drone creato dagli umani e si trasforma in un camion Freightliner Argosy grigio e nero; costruito utilizzando i dati della testa di Megatron, è a tutti gli effetti la reincarnazione del capo dei Decepticon.[25]
- Stinger è un drone costruito dagli umani che si trasforma in una Pagani Huayra rossa e nera del 2013.[26]. Viene ucciso da Bumblebee.
- I Junkheap sono un modello di drone costruito dalla KSI. Si trasformano in un camion dell'immondizia e sono formati da tre diversi robot: il primo è la cabina di guida, il secondo è il cassone ed il terzo è il caricatore posteriore. Armati di mitragliatrici d'assalto, vengono in buona parte uccisi da Hound e Bumblebee, mentre i restanti vengono eliminati da Optimus Prime con una granata.
- I Traxes sono un modello di drone costruito dalla KSI. Si trasformano in Chevrolet Trax del 2015 di diversi colori.
- I Two Heads sono un modello di drone costruito dalla KSI. Caratterizzati dal possedere due teste, sono stati creati utilizzando i dati della testa di Shockwave.
- I Boss sono un modello di drone costruito dalla KSI; non hanno una forma veicolare.

#### Altri
- Lockdown, doppiato da Mark Ryan, è un cacciatore di taglie che si trasforma in una Lamborghini Aventador LP 700-4 Coupe grigia del 2013.[27] Entrato in possesso di una grande astronave aliena, è a capo di un esercito di mercenari e di un gruppo di animali tecno-organici chiamati Steeljaws. Viene ucciso da Optimus Prime.
- I Creatori sono una misteriosa entità che ha creato i Transformers; appaiono all'inizio del film.

## Produzione

### Sviluppo e Pre-produzione
Il 13 febbraio 2012 viene riconfermato alla regia Michael Bay, insieme allo sceneggiatore Ehren Kruger e al compositore Steve Jablonsky. Viene successivamente annunciato che Shia LaBeouf e il resto del cast della prima trilogia non sarebbero tornati nel nuovo episodio, mentre nel novembre 2012 Mark Wahlberg entra ufficialmente nel cast, dopo la prima collaborazione con Bay in Pain & Gain - Muscoli e denaro. Da gennaio a maggio 2013 entrano nel cast: l'attore esordiente Jack Reynor (scelto tra gli attori Luke Grimes, Landon Liboiron, Brenton Thwaites e Hunter Parrish), Nicola Peltz (scelta tra le attrici Isabelle Cornish, Gabriella Wilde e Margaret Qualley), Stanley Tucci, Kelsey Grammer, Sophia Myles, Li Bingbing, Kun Chen ed infine T. J. Miller. Nell'aprile 2013 viene annunciato che le case di produzioni cinesi Cina Movie Channel e Jiaflix avrebbero co-prodotto il film con la Paramount. Nel settembre dello stesso anno, viene reso pubblico il titolo ufficiale del film, insieme ad un teaser poster. L'8 maggio 2014, Michael Bay annuncia alcuni doppiatori dei Transformers, confermando così ufficialmente la presenza di diversi nuovi personaggi.

### Riprese
Con un budget complessivo di 210 milioni di dollari, le riprese si sono svolte dal 28 maggio al 29 ottobre 2013 nella Monument Valley, nello Utah; per poi proseguire a Detroit in Michigan, a Chicago in Illinois, e in Cina ad Hong Kong. Transformers 4 è stato il primo film ad usare camere digitali IMAX 3D. Alcune scene sono state girate su antiche navi come la Columbia e la Ste. Clair sull'isola Bois Blanc in Ontario.
La scena nella quale Bumblebee balla è visibile in uno dei trailer, ma non nel montaggio finale.
Il film si è aggiudicato il primo posto tra i film con il maggior numero di prodotti brandizzati del 2014. Conta, infatti, 55 (cinquantacinque) marche inserite tra una scena e l'altra tra cui Pagani, Chevrolet, Cadillac, Mini, Ferrari, Jeep, Fiat, Lamborghini, Armani, Beats, Budweiser, Coca-Cola, Goodyear, Gucci, Indian Motorcycles, Lenovo, Nike, Nutrilite, Oakley, Nokia, Vogue, Oreo, Red Bull e Victoria's Secret.

### Incidenti
Il 17 ottobre 2013, durante le riprese a Hong Kong, Bay è stato aggredito da due fratelli, che hanno cercato di estorcere 100.000 dollari di Hong Kong (circa 12.900 Dollari) senza nessun motivo apparente. Quando il regista si è rifiutato, il fratello più grande lo ha attaccato lanciandogli un condizionatore d'aria e poi ha aggredito i tre poliziotti che cercavano di fermarlo. Entrambi i fratelli e un terzo uomo soprannominato Chan sono stati arrestati con l'accusa di aggressione, e i due fratelli denunciati con l'accusa di ricatto e aggressione. Bay è uscito illeso dalla vicenda.

### Effetti speciali
Gli effetti speciali del film sono stati curati principalmente dalla Industrial Light & Magic, in collaborazione con i Method Studios, tra le sedi di Los Angeles e Vancouver, con la supervisione di Ollie Rankin e Greg Steele.

### Effetti sonori
Oltre gli Imagine Dragons, che hanno composto e supervisionato l'intera colonna sonora, anche il DJ Skrillex ha lavorato al film, creando effetti sonori per i vari robot, occupandosi esattamente dei Dinobot.

## Distribuzione
Il film è uscito nelle sale statunitensi il 27 giugno 2014 e in quelle italiane il 16 luglio 2014 anche in 3D e IMAX 3D.

## Promozione e marketing
Il 1° Spot Tv del film era il più atteso della stagione ed è andato in onda durante il XLVIII Super Bowl del 2014, con una durata di 33 secondi. Il primo Teaser Trailer viene pubblicato ufficialmente il 4 marzo 2014. A seguito del teaser trailer è cominciata una campagna virale, dove viene utilizzata la frase Transformers Are Dangerous (I Transformers sono pericolosi). Il 30 marzo è stato pubblicato una mini versione del teaser trailer durante l'episodio finale della quarta stagione di The Walking Dead, un'altra versione è andata in onda durante gli MTV Movie Award 2014.
Le prime clip del film vengono mostrate in alcuni display durante la presentazione al New York International Auto Show delle Chevrolet Camaro, in collaborazione con la General Motors. Un nuovo Spot Tv è andato in onda a metà maggio, inoltre è stata pubblicata una clip che conferma ufficialmente la presenza degli Imagine Dragons come sostituti dei Linkin Park, che hanno composto un singolo insieme al compositore Hans Zimmer (il quale ha supervisionato anche l'intera colonna sonora) e Steve Jablonsky appositamente per il film: Battle Cry. Inoltre il gruppo ha contribuito anch'esso alla composizione della colonna sonora.
Il 14 maggio, viene pubblicato il poster ufficiale italiano del film. Il 15 maggio viene pubblicato il Trailer ufficiale, prima in lingua originale, successivamente in italiano. Nei giorni a seguire vengono pubblicati i primi spot tv, e una locandina internazionale. Dal 22 maggio la campagna virale comincia, mostrano una Chicago distrutta, chiedendo ai cittadini di riprendersi la Terra. Il 30 maggio vengono pubblicati tre nuovi spot televisivi.
Il 2 giugno viene pubblicato su iTunes il singolo Battle Cry degli Imagine Dragons. Nei giorni a seguire vengono pubblicati diversi Spot televisivi, contenenti immagini inedite, sia in italiano che in lingua originale. Kelsey Grammer apparso al The Late Show with David Letterman il 9 giugno, ha mostrato in anteprima una clip del film dove il suo personaggio si confronta con il personaggio di Mark Wahlberg. La clip è durata 44 secondi. Il 10 giugno viene pubblicato un terzo trailer della durata di quasi un minuto intitolato "Judgement". Verso metà giugno due nuovi poster vengono pubblicati, uno per pubblicizzare la versione IMAX 3D del film, l'altro per il mercato cinese. Nei giorni successivi, fino all'uscita nei cinema del film, sono stati distribuiti altri spot e clip.

## Colonna sonora
Composta da Steve Jablonsky, con l'aiuto di Hans Zimmer e della rock band Imagine Dragons, lo score è composto in due diverse parti. L'EP è stato pubblicato il 30 giugno, mentre la colonna sonora il 3 luglio 2014 su iTunes. Nella colonna sonora è presente anche la canzone Battle Cry degli Imagine Dragons, pubblicata il 2 giugno, composta con l'aiuto dei compositori Hans Zimmer e Steve Jablonsky.

### EP
1. Hunted - 5:57
2. Tessa - 5:45
3. Autobots Reunite - 2:57
4. Lockdown - 4:54

Totale durata EP: 19:33 minuti.

### Colonna Sonora
1. Decision - 4:20
2. Best Thing That Ever Happened - 2:06
3. I'm an Autobot - 5:06
4. Optimus is Alive - 2:17
5. Cemetery Wind - 5:53
6. His Name is Shane and He Drives - 5:17
7. Hacking the Drone - 2:05
8. Transformium - 3:24
9. Galvatron in Online - 1:56
10. Your Creators Want You Back - 3:26
11. The Final Knight - 4:07
12. Punch Hold Slide Repeat - 2:12
13. The Presence of Megatron - 2:51
14. Galvatron is Active - 4:13
15. Have Faith Prime - 1:29
16. Hong Kong Chase - 1:43
17. The Legend Exists - 1:16
18. Dinobot Charge - 6:37
19. That's a Big Magnet - 2:51
20. Drive Backwards - 2:05
21. Honor to the End - 5:18
22. Leave Planet Earth Alone - 3:47
23. The Knight Ship - 3:21

Totale durata: 77:42 minuti.

## Distribuzione
In ordine cronologico le uscite nei vari paesi del film:
1. Australia: 25 giugno 2014
2. Cina: 26 giugno 2014 (Anteprima Mondiale: 19 giugno 2014)
3. Stati Uniti: 27 giugno 2014
4. Canada: 27 giugno 2014
5. Polonia: 27 giugno 2014
6. Cile: 10 luglio 2014
7. Messico: 10 luglio 2014
8. Danimarca: 10 luglio 2014
9. Regno Unito: 10 luglio 2014
10. Messico: 11 luglio 2014
11. Panama: 11 luglio 2014
12. Norvegia: 11 luglio 2014
13. Italia: 16 luglio 2014
14. Svizzera: 16 luglio 2014
15. Francia: 16 luglio 2014
16. Germania: 17 luglio 2014
17. Perù: 17 luglio 2014
18. Egitto: 23 luglio 2014
19. Spagna: 8 agosto 2014
20. Venezuela: 15 agosto 2014

## Videogioco e applicazioni
Il 17 febbraio 2014 viene presentato il videogioco Transformers: Rise of the Dark Spark che accompagnerà l'uscita del film, in uscita a metà 2014.
Hasbro l'8 maggio 2014 rilascia per iOS e Android l'App ufficiale del film, che include materiale inedito come: bio dei personaggi, trailer, interviste e foto riguardanti il film.

## Accoglienza

### Incassi
Con un esordio da 100038390 $ solo negli USA., il primo film dal 2014 a superare quel traguardo, il film ha incassato globalmente 1104039076 $, mentre in Italia 8700000 €. In Italia, nei primi 5 giorni di programmazione, il film ha incassato 3.87 milioni di euro ottenendo un buon risultato, contando anche l'aumento dei biglietti venduti rispetto al terzo capitolo: 511 mila biglietti in cinque giorni, contro i 471 mila di Transformers 3 (molti gli spettatori che hanno preferito vedere il film in 2D). È inoltre il film che nella storia del cinema ha realizzato il più alto incasso in un singolo paese al di fuori degli Stati Uniti, superando i 300 milioni di dollari al botteghino in Cina, nonché il primo film "miliardario" a non avere come mercato principale gli Stati Uniti.

### Critica
Malgrado una caratterizzazione dei robot migliore rispetto ai primi tre, Transformers 4 - L'era dell'estinzione ha ricevuto dalla critica americana recensioni quasi completamente negative, registrando un 18% di gradimento su Rotten Tomatoes (meno anche del secondo capitolo).

## Home video
Il DVD e Blu-Ray del film sono stati distribuiti negli Stati Uniti d'America a partire dal 30 settembre 2014. In Italia la versione Home video è disponibile dal 19 novembre 2014 in diverse versioni: DVD, Blu-Ray 2D + disco contenuti speciali, Blu-Ray 2D + 3D + disco contenuti speciali.

## Sequel
Il quarto capitolo non è stato concepito come ultimo capitolo della saga, ma al contempo la sceneggiatura non lascia una porta completamente spalancata a un possibile sequel. Gli attori Mark Wahlberg, Nicola Peltz e Jack Reynor hanno stretto un accordo che comprende altri due film, che verranno realizzati tenendo conto del risultato ottenuto al box office. Precedentemente, infatti, Wahlberg aveva dichiarato: 
Il 27 marzo 2015 l'autorevole blog Deadline rivela che la Paramount Pictures ha intenzione di espandere il franchise con una serie di spin-off, emulando il modello dell'universo cinematografico di Star Wars. Lo sceneggiatore Akiva Goldsman (Io sono leggenda) collaborerà con Michael Bay, Steven Spielberg e Lorenzo di Bonaventura con lo scopo di creare una “stanza degli scrittori” per sviluppare potenziali idee per "sequel in più parti e potenziali spin-off" di Transformers. Goldsman non scriverà nessuno di questi progetti, ma supervisionerà il tutto in quanto coordinatore, trovando gli sceneggiatori e seguendo i progetti. La produzione spera in un ritorno dietro la macchina da presa da parte di Bay, che ha più volte espresso la volontà di abbandonare il franchise come regista, ma stavolta si è detto disposto a tornare in cabina di regia per un altro capitolo del franchise e spera che una storia sia pronta il prima possibile.
Il 4 gennaio 2016 Michael Bay ha confermato che avrebbe diretto il quinto capitolo e che sarebbe stato scritto da Art Marcum, Ken Nolan e Matt Holloway. Mark Wahlberg tornerà nei panni di Cade Yeager.

## Riconoscimenti
- 2014 - Razzie Awards
  - Peggior regista a Michael Bay
  - Peggior attore non protagonista a Kelsey Grammer
  - Nomination Peggior film
  - Nomination Peggior attrice non protagonista a Nicola Peltz
  - Nomination Peggior sceneggiatura a Ehren Kruger
  - Nomination Peggior prequel, remake, rip-off o sequel
  - Nomination Peggior coppia a ogni coppia di robot o attori (o di attori-robot)
- 2015 - Kids' Choice Awards[67]
  - Nomination Film preferito dell'anno
  - Nomination Attore cinematografico preferito a Mark Wahlberg